# La ballata di Adam Henry
La ballata di Adam Henry (The Children Act) è un romanzo dello scrittore britannico Ian McEwan, pubblicato in Gran Bretagna il 2 settembre 2014. Il titolo inglese si riferisce al Children Act 1989, una legge con cui il Parlamento inglese definisce le funzioni attribuite agli enti locali, ai tribunali, ai genitori e alle agenzie del Regno Unito, al fine di garantire e promuovere il benessere dei minori.

## Personaggi
- Fiona Maye, 59 anni è uno dei principali giudici dell'Alta Corte britannica, si occupa di diritto familiare e soprattutto di tutela dei minori. È famosa per la sua intelligenza, sensibilità e ironia. Suona il piano e ha un marito affettuoso che però decide di concedersi un'ultima avventura: "È la mia ultima occasione, sull'aldilà non ho ancora raccolto prove inconfutabili"[1]"
- Adam Henry, 17 anni e 9 mesi, malato di leucemia, educato in una famiglia di Testimoni di Geova, per ubbidire alla sua coscienza rifiuta la trasfusione che può salvarlo.

## Trama
Il giudice Maye, di cui, negli ambienti giudiziari londinesi, si loda il «Divino distacco e la diabolica perspicacia» è in servizio da vent'anni presso la litigiosa Sezione Famiglia dell'Alta Corte. Un luogo in cui si combattono "battaglie feroci per l'affidamento di figli non più condivisi, baruffe patrimoniali, esplosioni d'irrazionalità cui il giudice Maye oppone un paziente esercizio di misura e sobrietà nella convinzione di «poter restituire ragionevolezza a situazioni senza speranza»". 
Quando deve affrontare il caso di Adam Henry, un bel ragazzo di diciassette anni che, sostenuto dalla famiglia e dalla comunità dei Testimoni di Geova, cui appartiene, si rifiuta di accettare una trasfusione di sangue che potrebbe salvargli la vita, il giudice impone tutto il potere razionale del suo ruolo e del suo sistema di valori, per "preservare il benessere del minore" come suggerisce il Children Act. Anche contro la volontà del minore stesso e della sua famiglia. Fiona, in deroga all'etica professionale, ha deciso di cercare un contatto diretto con il ragazzo e - complice anche la fragilità della sua situazione sentimentale - si fa coinvolgere. Ma solo fino a un certo punto. Oltre il quale il ragazzo, ora maggiorenne, dovrà fare le proprie scelte da solo, nel più aspro dei modi.

## Edizioni
- Ian McEwan, La ballata di Adam Henry, traduzione Susanna Basso, prima edizione, collana Supercoralli, Torino, Einaudi, 2014,  pp. 208,, ISBN 978-88-06-22383-0.

## Adattamento cinematografico
Nel 2017 è stato realizzato un adattamento cinematografico intitolato The Children Act - Il verdetto, diretto da Richard Eyre. Fanno parte del cast Emma Thompson (Fiona Maye), Stanley Tucci (Jack Maye) e Fionn Whitehead nella parte del giovane Adam Henry. La sceneggiatura è firmata dallo stesso Ian McEwan.